# Молярна концентрація
Моля́рна концентра́ція або моля́рність — міра концентрації розчину. Визначається як кількість моль розчиненої речовини на літр розчину та має одиницю вимірювання моль дм−3.
{\displaystyle C={\frac {N/A}{V}}}
Тут N — число молекул, що присутні в об'ємі V, вираженому в літрах. A — число Авогадро, 6,022×1023. Наприклад, двомолярний 2М розчин сульфатної кислоти H2SO4 містить 196,16 г кислоти в 1 л розчину. Розчини, що містять в 1 л розчину відповідно 0,1 моль/л і 0,01 моль/л називаються децимолярними і сантимолярними. Молярна концентрація позначається великою літерою М або моль/л.
{\displaystyle C={\frac {m}{MV}}}
Тут m — маса розчиненої речовини,M — молярна маса речовини, V — об'єм розчину.

## Одиниці вимірювання
В Міжнародній системі одиниць (SI) одиниця вимірювання молярної концентрації  —  моль/м3. Проте це непрактично для більшості лабораторних цілей (об'єм надто великий), і в більшості хімічної літератури традиційно використовує моль/дм3 або моль дм-3, що еквівалентно до  моль/л. Ці традиційні одиниці часто позначаються великою літерою M (вимовляється як моляр), іноді передує префікс SI, щоб позначити десятковий коефіцієнт, наприклад:
моль/м3 = 10 -3  моль/дм3 = 10-3 моль/л = 10-3М = 1 ммоль/л = 1 мМ.
Слова "мілімоляр" та "мікромоляр" відносяться до мМ та мкМ (10 -3 моль/л і 10-6 моль/л) відповідно.
| Назва      | Скорочення | Концентрація                                   | Концентрація (одиниці SI) |
| ---------- | ---------- | ---------------------------------------------- | ------------------------- |
| мілімоляр  | мМ         | 10−3 моль/л                                    | 100 моль/м3               |
| мікромоляр | мкМ        | 10−6 моль/л                                    | 10−3 моль/м3              |
| наномоляр  | нM         | 10−9 моль/л                                    | 10−6 моль/м3              |
| пікомоляр  | пМ         | 10−12 моль/л                                   | 10−9 моль/м3              |
| фемтомоляр | фМ         | 10−15 моль/л                                   | 10−12 моль/м3             |
| атомоляр   | aM         | 10−18 моль/л                                   | 10−15 моль/м3             |
| зептомоляр | зМ         | 10−21 моль/л                                   | 10−18 моль/м3             |
| йоктомоляр | йМ         | 10−24 моль/л (1 частинка чи молекула на 1.6 л) | 10−21 моль/м3             |

## Ефективна молярність
Ефективна молярність  — відношення константи швидкості першого порядку внутрішньомолекулярної реакції за участю двох функційних груп даної молекулярної частинки до константи швидкості другого порядку аналогічної міжмолекулярної елементарної реакції за участю тих самих функційних груп. Таке співвідношення має розмірність концентрації. Цей термін також використовується до константи рівноваги.